# Straßenquerschnitt

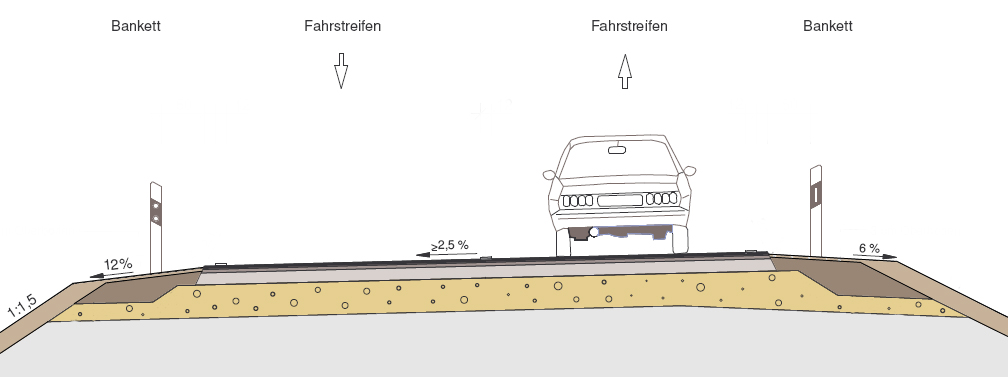
Ausbauquerschnitt einer zweistreifigen Straße

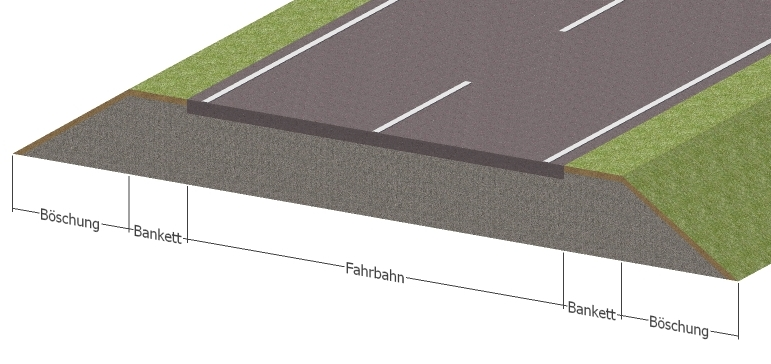
Straßenquerschnitt einer zweistreifigen Straße.

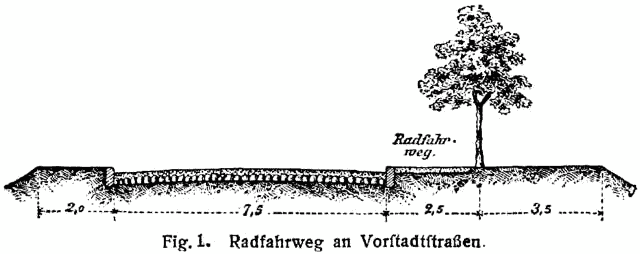
Historischer Straßenquerschnitt (aus dem Lexikon der gesamten Technik von 1904)

Der Straßenquerschnitt beschreibt den lotrechten Schnitt einer Straße im rechten Winkel zur Straßenachse. Er umfasst den Verkehrsraum sowie die notwendigen Sicherheitsabstände. Des Weiteren sind im Straßenquerschnitt beispielsweise Bankett (siehe unten), Entwässerungseinrichtungen, Böschungen und Grünstreifen enthalten.
Grundsätzlich ist zwischen innerstädtischen und außerstädtischen Querschnitten zu unterscheiden, da die Bestandteile und die Anforderungen verschiedenartig sind. Die Gestaltung des Straßenquerschnittes hängt ab von verkehrlichen, baulichen und wirtschaftlichen Anforderungen sowie von politischen Gegebenheiten und der Einstellung der zuständigen Behörde.
Die Regelwerke enthalten Regelausführungen für Straßenquerschnitte, die beim Entwurf und Bau von Straßen verwendet werden können. Diese Regelquerschnitte stellen Standardabmessungen dar und eignen sich für unterschiedliche Verkehrsstärken und Begegnungsfälle (z. B. Lkw und Pkw oder Bus und Bus).
Der Ausbauquerschnitt zählt zu den Entwurfsunterlagen im Straßenbau. Er zeigt den Aufbau, die Querneigung und die Entwässerungseinrichtungen der geplanten Straße.

## Geschichte

Querschnitt durch eine Römerstraße

Die Entwicklungsgeschichte der Straße hat eine Vielzahl von verschiedenen Straßenquerschnitten hervorgebracht. Dabei unterlag die Geometrie des Straßenquerschnittes immer den Anforderungen der jeweiligen Epoche und der eigentlichen Nutzung (Gasse als Hinterhauserschließung, Erschließungsstraße, Prachtstraße, Marktstraße, Heeresallee, Autobahn etc.).
Zu den ersten dauerhaft befestigten Straßen in Europa zählen die Römerstraßen. Ihr Querschnitt richtete sich nach den Verkehrsbedürfnissen der damaligen Zeit. In der Mitte der Römerstraße war ein befestigter Fahrweg angeordnet, der je nach Breite einen Einrichtungs- oder Zweirichtungsverkehr zuließ. Am Rand des Fahrweges waren Reitwege ausgebildet.

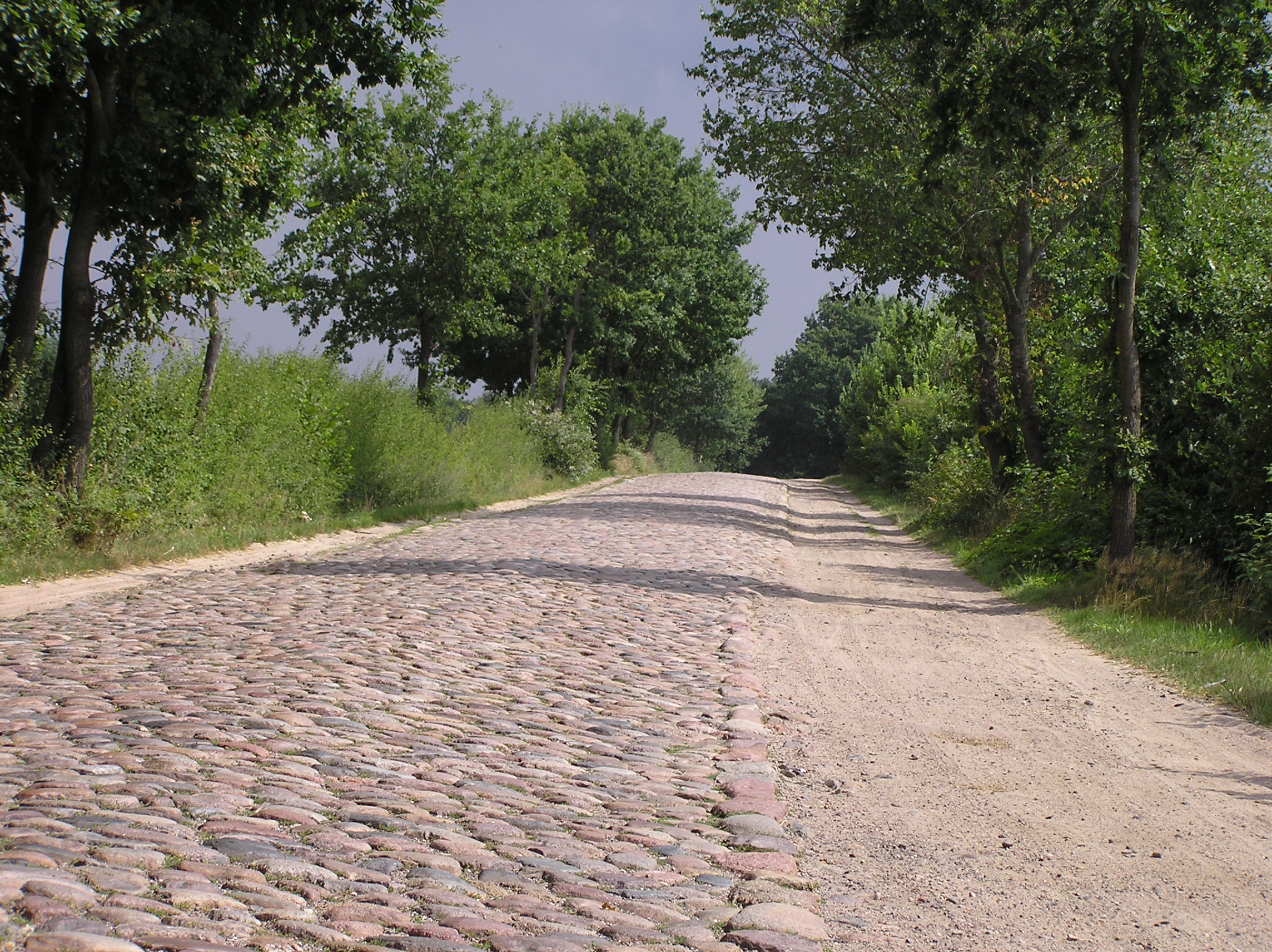
Sommerweg neben Kopfsteinpflaster

Im neuzeitlichen Chausseebau bestand Straßenpflaster zunächst großenteils aus Lesesteinen. Da dieses Katzenkopfpflaster zwar ein Einsinken der Wagenräder verhinderte, aber unkomfortabel war, hatten manche Straßen neben dem gepflasterten Streifen einen ungepflasterten Sommerweg, auf dem das Wagenrasseln geringer war.
Von frühindustrieller Zeit bis weit ins 20. Jahrhundert hatten Hauptstraßen oft nur wassergebundene Decken, regelmäßig verunreinigte Pferdekot die Oberflächen und die Fahrgeschwindigkeiten waren überwiegend gering, so wurde die Entwässerung durch das Straßenprofil optimiert. Die Fahrbahn war stark gewölbt, und Straßen ohne Gehwege hatten außer in ausgeprägter Hanglage beiderseits Straßengräben. Mit Zunahme der Fahrgeschwindigkeiten wird die Fahrbahnwölbung nur noch gering angelegt. Das vermindert bei trockenem Wetter die Schleudergefahr, bei Nässe kommt es aber vermehrt zu Aquaplaning. Statt Straßengräben auszuheben, wird deshalb die ganze Straße etwas erhöht angelegt.

## Grundmaße
Die Breite einer Straße bzw. deren Querschnitt basiert auf Grundmaßen, deren Einhaltung für einen sicheren und funktionsfähigen Verkehrsablauf wesentlich sind. Je nach Verkehrsmittel (etwa Kraftfahrzeug, Fußgänger oder Radfahrer) gelten unterschiedliche Werte. Sie sind für jede Straßenkategorie einzuhalten. Lediglich bei stark eingeschränkten Platzverhältnissen oder geringer Verkehrsgeschwindigkeit (etwa verkehrsberuhigter Bereich) kann von den Grundmaßen abgewichen werden. Sogenannte „Sparquerschnitte“ oder eng dimensionierte Straßenquerschnitte verlangsamen jedoch den Verkehrsfluss, können eventuell zu erhöhtem, aber auch gesenktem Unfallrisiko führen. Sie stellen auf lange Sicht keinen zufriedenstellenden Ausbauzustand dar.
Aus diesen Gründen enthalten Straßenquerschnitte festgelegte Grundmaße, die in Gesetzen und Verordnungen festgelegt werden. In Deutschland geschieht dies beispielsweise durch die maximal zulässigen Fahrzeugabmessungen in der Straßenverkehrszulassungsordnung (kurz StVZO). Das Grundmaß besteht aus den grundlegenden Fahrzeugabmessungen und dem Bewegungsspielraum. Letzterer ist notwendig, da in diesem Bereich Lenk- und Fahrungenauigkeiten ausgeglichen werden können. Die Breite des Bewegungsspielraumes ist abhängig von der Verkehrsgeschwindigkeit, Verkehrsbelastung und der Verkehrszusammensetzung. Die Summe aus Fahrzeugabmessung und Bewegungsspielraum wird Verkehrsraum genannt. Das Lichtraumprofil ergibt sich, wenn zum Verkehrsraum noch zusätzlich der Sicherheitsraum addiert wird. Das Lichtraumprofil einer Straße ist zwecks Befahrbarkeit stets freizuhalten.
Falls am benachbarten Fahrstreifen Gegenverkehr geführt wird, ist zudem ein Gegenverkehrszuschlag zu berücksichtigen, um einen ausreichenden Sicherheitsabstand zu gewährleisten. Im Rahmen der europäischen Harmonisierung des Straßenverkehrs beträgt die maximal zulässige Breite eines Fahrzeuges 2,55 m (in Sonderfällen 2,60 m) und die Höhe 4,00 m (lichter Raum 4,50 m). Für Radfahrer gilt in Deutschland eine Verkehrsraumbreite von 1,00 m, bei Fußgängern 0,75 m. Mehrspurige – meist dreirädrige – Fahrräder, Fahrradanhänger (z. B. für 2 Kinder nebeneinander) und manche Lastenräder sind jedoch deutlich breiter. Bei allen Zweirädern ist zu berücksichtigen, dass ihre Fahrlinie besonders bei Langsamfahrt etwas pendelt und sie bei Kurvenfahrt schräg stehen, also horizontal mehr Platz brauchen.

## Bestandteile
Der Straßenquerschnitt setzt sich aus verschiedenen Bestandteilen zusammen. Aus deren Kombination ergibt sich ein den Anforderungen angepasster Straßenquerschnitt. Nachfolgend werden die Bestandteile einer Straße und ihre Bedeutung erläutert.

### Fahrbahn

Fahrbahn mit zwei Fahrstreifen

Die Fahrbahn dient als Verkehrsraum und setzt sich aus den einzelnen Fahrstreifen und dem Randstreifen zusammen. Sie darf mit Fahrzeugen befahren werden und bildet den zusammenhängenden, befestigten Teil der Straße. Der Seitenstreifen ist nicht Teil der Fahrbahn. Um die Orientierung und die Verkehrsführung im Straßenverkehr zu verdeutlichen, werden Fahrbahnmarkierungen auf die Fahrbahn aufgebracht.
Eine Straße besteht aus mindestens einer, kann aus mehreren Fahrbahnen bestehen, die wiederum mehrere Fahrstreifen aufweisen können. Verkehrsschilder und Signalanlagen (z. B. Ampeln) beziehen sich hierbei typischerweise stets ausschließlich auf eine Fahrbahn.
Autobahnen und autobahnähnliche Bundesstraßen sind in Deutschland üblicherweise mit zwei so genannten Richtungsfahrbahnen mit jeweils mehreren Fahrstreifen und Seitenstreifen ausgestattet. Eine Ausnahme bietet beispielsweise die A9 am Kindinger Berg, bei dem die Autobahn über eine lange Strecke aus 3 Richtungsfahrbahnen besteht. Eine Richtungsfahrbahn dient nur dem Verkehr in eine Fahrtrichtung. Die dem Verkehrsteilnehmer entgegenlaufende Fahrbahn wird als Gegenfahrbahn bezeichnet. Die beiden Richtungsfahrbahnen sind durch eine bauliche Vorrichtung (beispielsweise ein Mittelstreifen mit Schutzplanke) getrennt. Durch diese Maßnahme wird die Sicherheit, insbesondere auf Straßen mit hoher Reisegeschwindigkeit, erhöht und die Blendgefahr durch Gegenverkehr vermindert.
Es gibt auch innerstädtische Straßen aus mehreren Fahrbahnen, wie beispielsweise die Landsberger Straße in Germering. Diese besteht aus 3 Fahrbahnen, wobei die mittlere Fahrbahn aus zwei Fahrstreifen (für je eine Richtung) besteht und die beiden äußeren Fahrbahnen Richtungsfahrbahnen mit Parkplätzen sind.
Innerhalb der Fahrbahn können Gleiskörper für Schienenfahrzeuge eingelassen sein. Neben der Fahrbahn befindet sich innerhalb von Ortschaften und Städten häufig ein erhöhter Fußgängerweg oder Gehsteig, manchmal ein Radweg. Ist ein Radfahrstreifen markiert, so gehört dieser in Deutschland nicht zur Fahrbahn. Das gilt auch, wenn der Radfahrstreifen ein Teil der Asphaltfläche der Fahrbahn ist. Schutzstreifen sind dagegen Bestandteil der Fahrbahn. In Österreich ist der Radfahrstreifen ein für den Fahrradverkehr bestimmter und besonders gekennzeichneter Teil der Fahrbahn.
Als befestigter Teil der Straße besteht die Fahrbahn aus einem ein- oder mehrschichtigen Straßenoberbau. Auf einer bituminösen oder hydraulischen Tragschicht liegt die Deckschicht (auch Fahrbahndecke). Die Schichtdicke und die Korngröße des Materials nimmt dabei von der unteren Schicht zur oberen Schicht hin ab. Für die Verwendung als Deckschicht kommen im Wesentlichen Asphalt und Beton in Frage. Es sind auch Pflaster- oder Plattenbeläge möglich. Zusammensetzung und Dicke aller beteiligten Schichten bestimmen sich aus der Verkehrsbelastung und der bemessungsrelevanten Beanspruchung (äquivalente 10-t-Achsübergänge).
Die Oberflächenbeschaffenheit der Fahrbahn beeinflusst maßgebend verschiedene Erscheinungen beim Befahren. Durch sie wird Lärm durch Abrollgeräusche der Reifen und Reflexion von Schall erzeugt. Bei nasser Fahrbahn besteht Rutschgefahr sowie die Gefahr von Aquaplaning. Im Winter kann die Fahrbahn vereisen, dabei ist zu beachten, dass unebene Beläge schwieriger von Schnee zu befreien sind als ebene. Moderne Sensoren bei Smart City Konzepten sollen den Zustand der Fahrbahn elektronisch übermitteln, um bei Vereisung schneller entgegenwirken zu können oder um Streumittel effizienter einzusetzen.
Verkehrsberuhigte Bereiche verfügen rechtlich über keine Fahrbahn, Gehwege und Radwege, sondern nur über eine Sonderfläche. Diese wird häufig mit Pflasterbelägen ausgestattet. So kann die Geschwindigkeit des Verkehrs reduziert werden und die Aufenthaltsqualität einer Straße verbessert werden. In Wohnstraßen oder Fußgängerzonen werden zudem künstliche Bodenwellen oder Erhöhungen der Fahrbahn (so genannte Teilaufpflasterungen) eingebaut, um die Geschwindigkeit der Fahrzeuge zu reduzieren.
Bei sehr breiten Straßenquerschnitten kann die Fahrbahn in Hauptfahrbahn(en) und in eine oder mehrere Nebenfahrbahnen aufgeteilt sein. Die Hauptfahrbahn dient dem fließenden, durchgehenden Verkehr. Die Nebenfahrbahnen dagegen übernehmen die Erschließung der anliegenden Grundstücke, die durch Trennstreifen bis zu breiten Grünstreifen mit Geh- und/oder Radwegen von der parallel geführten Hauptfahrbahn getrennt sind.

### Fahrstreifen

Zwei Fahrstreifen

Der Fahrstreifen (auch, fachsprachlich dagegen veraltet, Fahrspur genannt) kennzeichnet die Fläche, die einem Fahrzeug für die Fahrt in eine Richtung zur Verfügung steht. Die Breite ermittelt sich aus der Fahrstreifengrundbreite und einem eventuell anzusetzenden Gegenverkehrszuschlag. Er stellt die Fläche zur Verfügung, die ein mehrspuriges Fahrzeug zum ungehinderten Befahren benötigt. Die Breite der Fahrstreifen variiert in deutschen Regelwerken zwischen 2,75 m und 3,75 m und ist abhängig von der Entwurfsgeschwindigkeit und den vorhandenen Platzverhältnissen. In Bereichen von Baustellen oder in verkehrsberuhigten Bereichen können geringere Breiten möglich sein.
Die Benutzung von Fahrstreifen wird beispielsweise in Deutschland in § 7 StVO geregelt. Dort wird die Anwendung des Rechtsfahrgebots von der Verkehrsdichte abhängig gemacht und das Reißverschlussverfahren konkretisiert sowie das Vorgehen bei einem Fahrstreifenwechsel beschrieben. Nach § 7 Abs. 1 StVO ist der Rechtsbegriff Fahrstreifen legaldefiniert als „der Teil einer Fahrbahn, den ein mehrspuriges Fahrzeug zum ungehinderten Fahren im Verlauf der Fahrbahn benötigt.“ Der Fahrstreifen wird meist durch Straßenmarkierungen, wie Fahrbahnbegrenzung und Fahrstreifenbegrenzung oder Leitlinie gekennzeichnet. Verschiedene Fahrstreifen müssen allerdings nicht zwingend gekennzeichnet sein. Ist die Breite der Fahrbahn zu gering, so wird auf eine Markierung der Fahrstreifen verzichtet.
Eine besondere Form des Fahrstreifens ist der Zusatzfahrstreifen. Er wird an Steigungsstrecken und im Knotenpunktbereich angeordnet. Im Bereich von Arbeitsstellen wird der so genannte Behelfsfahrstreifen eingerichtet. Dabei handelt es sich um einen Fahrstreifen mit eingeschränkter Breite, der mit Hilfe von entsprechender Markierung angezeigt wird.

### Parkstreifen
In vielen Straßen können Fahrzeuge am Fahrbahnrand abgestellt, also geparkt werden. Dazu ist es möglich, den Parkstreifen durch Markierung von den Fahrstreifen abzugrenzen. Bei Neubauten von Straßen wurden Parkstreifen auch baulich hergestellt, dann teilweise mit anderem Belag als die Fahrbahn, z. B. mit Betonpflaster oder Kopfsteinpflaster, und häufig durch Baumpflanzungen unterbrochen (Parkbucht). Parkstreifen müssen, wenn Radfahrstreifen oder Schutzstreifen neben ihnen markiert werden, mit einem Sicherheitstrennstreifen abgegrenzt werden, um Dooring-Unfälle des Radverkehrs zu vermeiden. Dies ist Stand der Technik entsprechend der Empfehlungen für Radverkehrsanlagen, ERA 2010. Bei gebauten Parkstreifen kann ein Sicherheitsraum den Sicherheitstrennstreifen ersetzten, z. B. durch überbreite Parkbuchten.

### Randstreifen

Randstreifen anbaufrei

Der Randstreifen bildet den Abschluss der Fahrbahn und verhindert ein Abbrechen der Fahrbahnkante. In innerstädtischen Bereich ist der Randstreifen durch eine Entwässerungsrinne mit Bordstein ersetzt. An den Fahrbahnrand schließt außerorts das Bankett an. Er muss daher bei der Trassierung (und vorher der Projektierung) von Verkehrswegen genau definiert werden.
Die Steuerung der Bauarbeiten bzw. die kontrollierte Führung der Baumaschinen kann erfolgen:
- durch den Verlauf von Straßenachse und Straßenbreite mittels aufeinanderfolgender Koordinatenpaare (bzw. -tripel), oder
- als koordinativer Verlauf der Straßenränder selbst, oder
- durch digitale Trassierungselemente.

Die Absteckung (Übertragung der Planung in die Natur) ist Aufgabe des Geodäten oder eines erfahrenen Poliers. Hingegen obliegt die Bestandsaufnahme (nach Abschluss der Bauarbeiten), ihre Durchführung im Kataster und die Kontrolle allfälliger Setzungen ausschließlich dem Vermessungsingenieur. Die Basis dieser Vermessung sind die Straßenränder, die nach Lage und nach Höhe im Abstand einiger Meter bis Zehnermeter eingemessen werden. Dazu werden kürzere Kreisbögen oder auch Übergangsbögen definiert und als „Bogenanfang“, und „Bogenende“ (meist auch Bogenmitte) aufgenommen.
Bei länger zurückliegendem Straßenbau sind die Straßenränder durch Verwitterung, das Wachsen der Grasnarbe und den Streusplitt oft nur schwer auszunehmen oder sie verlaufen mehrere Zentimeter unter dem Gelände. Dies ist für die Vermessung selbst ein häufiges Problem, weil die Festpunkte erst freizulegen sind, aber die Bezugspunkte der Punktbeschreibungen vielfach die früheren Straßenränder sind.

### Trennstreifen

Mittelstreifen mit Schutzplanke

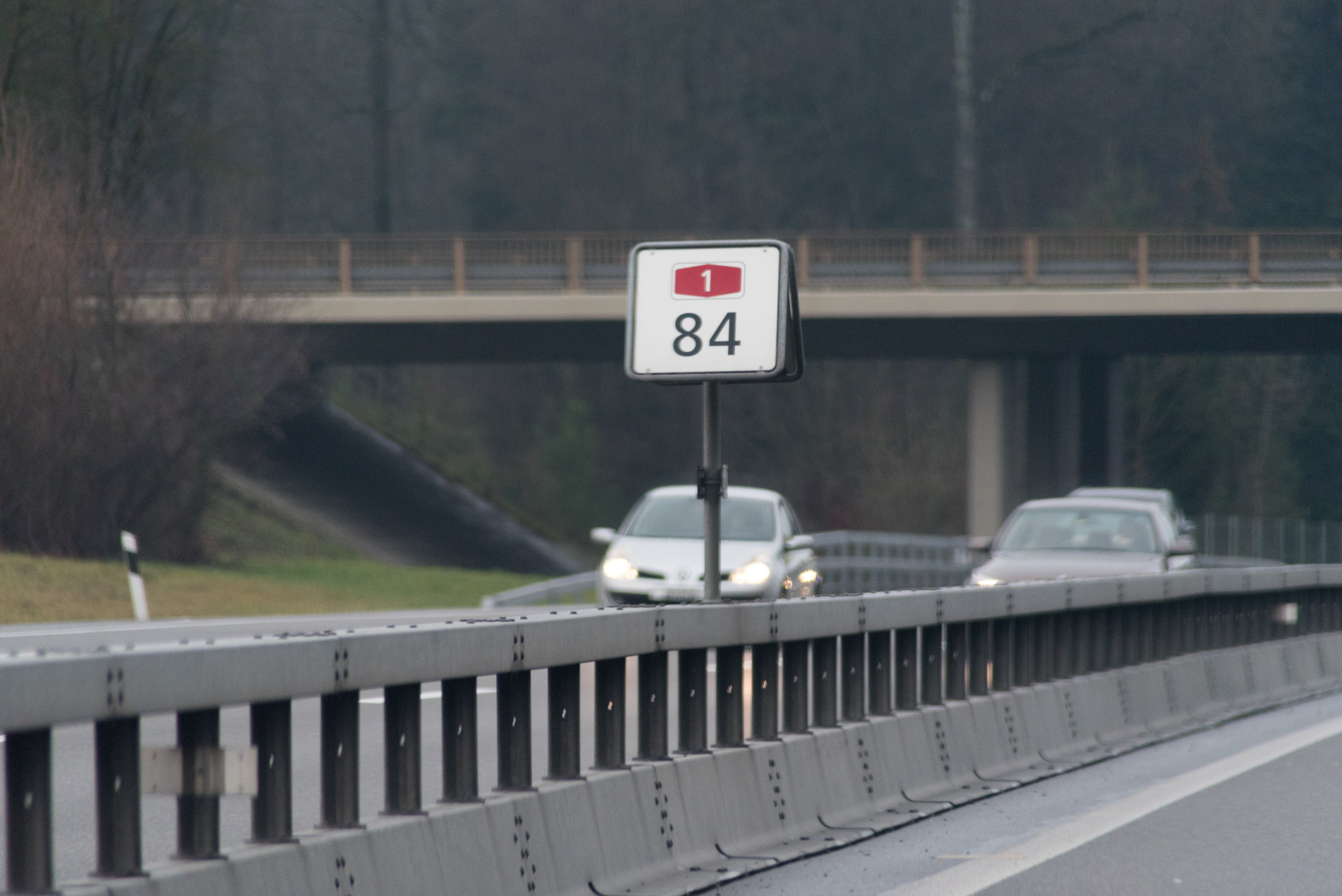
Autobahn-Mittelstreifen in der Schweiz, seit 2008 ohne Grünwerk

Seitentrennstreifen bepflanzt

Mit Hilfe des Trennstreifens, der sich durch die Unterbrechung der Asphaltierung charakterisiert, werden Fahrbahnen oder Fahrstreifen getrennt. Es ist dabei zwischen dem Mittelstreifen, in der Schweiz Mittelleitplanke, und dem Seitentrennstreifen zu unterscheiden. Grünstreifen sind Trennstreifen mit Begrünung durch Rasen, Büsche, Bäume.
Der Mittelstreifen befindet sich zwischen zwei Richtungsfahrbahnen und dient der Trennung der Verkehrsströme. Er ist in Deutschland bei Autobahnen und vierstreifigen Kfz-Straßen in der Regel 4,0 Meter breit. Auch bei eingeschränkter Flächenverfügbarkeit ist er mindestens 2,5 Meter breit. Er wird mit einer Schutzplanke oder Betonschutzwand versehen. Um die Blendwirkung durch Gegenverkehr zu reduzieren, findet häufig eine Bepflanzung statt. In regelmäßigen Abständen ist er asphaltiert, um im Fall der Einrichtung von Baustellen den Verkehr auf die andere Richtungsfahrbahn zu leiten (Mittelstreifenüberfahrt). Im Bereich von Autobahn-Behelfsflugplätzen ist er durchgehend befestigt. Teilweise sind auf Autobahnabschnitten überbreite Mittelstreifen zu finden. Diese sind meist zur Berücksichtigung zukünftiger Baumaßnahmen angelegt.
Bei Autobahnen in bergigen Arealen ist mitunter im Mittelstreifen ein großer Höhenunterschied, da die Richtungsfahrbahnen auf unterschiedlichen Gradienten geführt werden. Werden die Richtungsfahrbahnen auf getrennten Trassen geführt (wie beim Albaufstieg der A 8), wird dies nicht mehr als Mittelstreifen bezeichnet.
2008 wurde in der Schweiz bekannt, dass das Buschwerk in Mittelstreifen auf dortigen Autobahnen gerodet und asphaltiert wird. Die Begründung lag einerseits im dank besserer Scheinwerfer nicht mehr notwendigen Blendschutz, anderseits wurde die Pflege des Buschwerks durch den zunehmenden Verkehr gefährlicher. Zudem könnten Kosten gespart werden.
Es besteht die Möglichkeit, den Mittelstreifen für den Bahnkörper von Straßenbahnstrecken zu nutzen. So sind bei manchen Stadtautobahnen und Stadtschnellstraßen auf dem Mittelstreifen Gleise für U- oder Stadtbahnen verlegt, so in Essen eine Stadtbahn- und eine Spurbusstrecke. Hierbei sind die auf den Mittelstreifen gelegenen Stationen über Fußgängerüber- und -unterführungen erreichbar. Gleiches gilt für den Westfalendamm in Dortmund.
Auf dem Grünstreifen bzw. Seitentrennstreifen befinden sich ähnlich dem Bankett neben dem Straßenbegleitgrün (beispielsweise Bäume, Sträucher, Grasnarbe) bauliche Einrichtungen der Straßenausstattung. Er dient als Trennstreifen zwischen dem Fahrzeugverkehr und dem Rad- oder Gehweg. Die Breite des Grünstreifens ist optimal, wenn den Pflanzen ausreichender Raum für das Wurzelwerk zur Verfügung steht. Die Grün- und Gehölzpflege wird von der zuständigen Straßenmeisterei oder Gemeinde übernommen und erfolgt regelmäßig zur Optimierung des Lichtraumprofils und der Sichtverhältnisse.
Gerade im urbanen Raum können Grünstreifen im Sinne eines Blühstreifens naturnah bewirtschaftet werden, um eine Kühlwirkung und Sicherung der Biodiversität zu erzielen. Nebeneffekt ist ein verringerter Pflegeaufwand. Rigolen können dabei die gewünschten Entwässerungs- und Speicherwirkungen zur Anpassung an Klimafolgen im Sinne einer Schwammstadt steigern.
Ergebnisse des Museums für Naturkunde Berlin fand an drei Standorten vernetzte Biotope und eine große Artenvielfalt vor. Auch verschollen geglaubte Arten wie die Heuschreckensandwespe seien dokumentiert. Die Bezirksämter verpflichtete sich daher, nur einmal pro Jahr zu mähen, um die Artenvielfalt zu erhalten.

### Seitenstreifen und Standstreifen

Seitenstreifen

Der Seitenstreifen befindet sich neben der Fahrbahn und ist mit einer durchgehenden Linie abgetrennt. Der Seitenstreifen kann befestigt oder unbefestigt sein. Es ist zwischen dem Standstreifen und dem Parkstreifen zu unterscheiden. In Deutschland ist der Seitenstreifen nicht Bestandteil der Fahrbahn. Er darf nur von Fahrrädern befahren werden, außerorts zusätzlich von landwirtschaftlichen Zug- und Arbeitsmaschinen, Fuhrwerken und ähnlich langsamen Fahrzeugen. Ebenfalls ist – außer auf Autobahnen – eine Benutzung erlaubt, um anderen Fahrzeugen das Überholen zu ermöglichen.
Ein Standstreifen, in Österreich und in der Schweiz Pannenstreifen, umgangssprachlich auch „Standspur“ oder „Notspur“ genannt, dient im Wesentlichen zum Abstellen eines Kraftfahrzeuges im Notfall, ohne dass der fließende Verkehr beeinträchtigt wird. Er wird überwiegend an Autobahnen eingerichtet, in Deutschland auch auf autobahnähnlichen Bundesstraßen mit Richtungsfahrbahnen, in der Schweiz auf Autostrassen. Fehlt ein solcher Standstreifen, kann ein liegengebliebenes Fahrzeug zur Ursache für einen Verkehrsstau oder für einen Unfall werden.
Neben der oben genannten Funktion kann der Standstreifen auch zum Ausweichen bei Hindernissen, für die Verkehrsführung bei Baustellen, als Arbeitsraum für den Betriebsdienst genutzt werden. Ein Standstreifen erhöht die Sicherheit wesentlich, besonders in Tunnelbauwerken. 

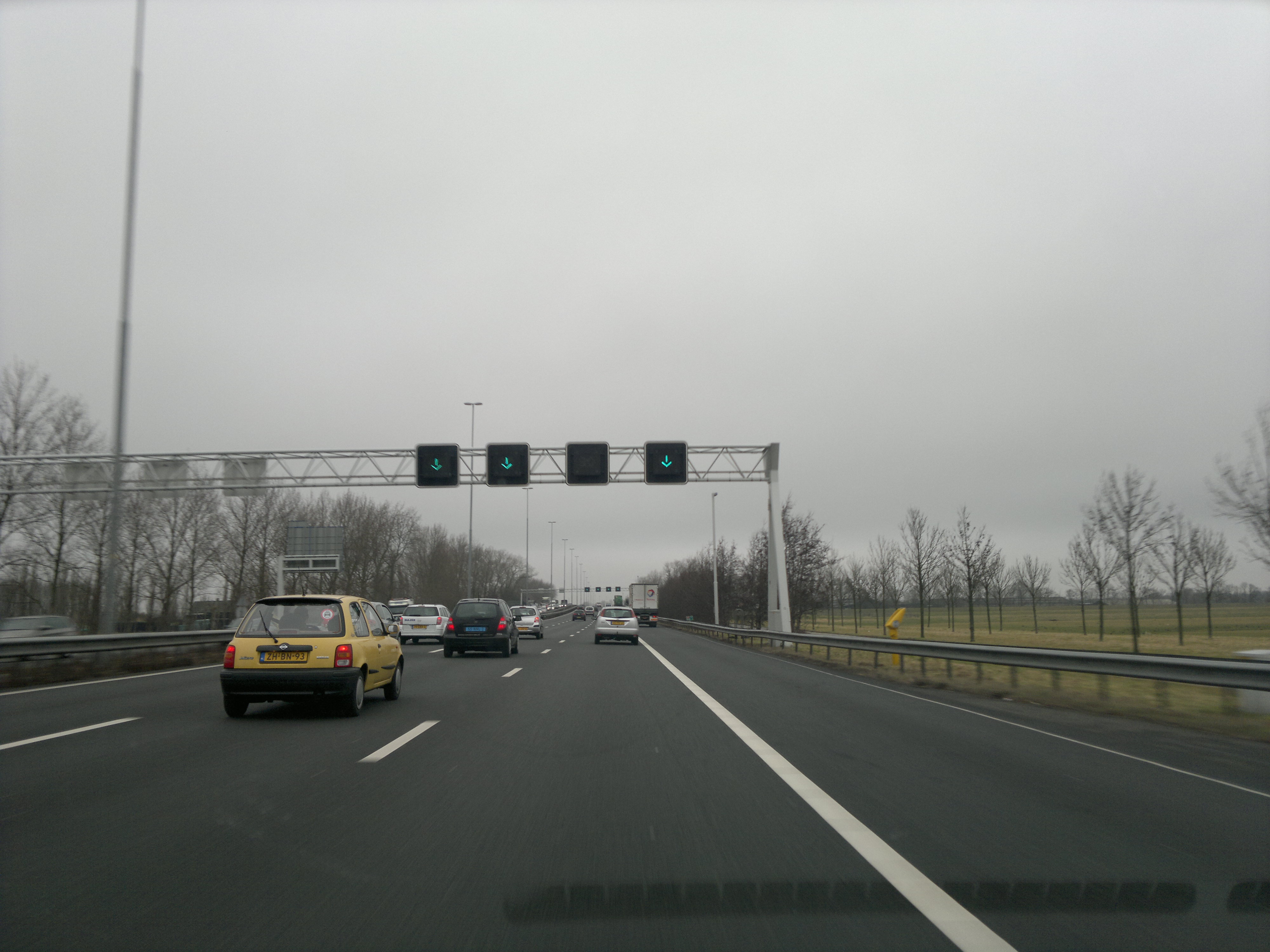
Schilderbrücke mit Freigabe des Seitenstreifen auf der niederländischen A 13

Der Seitenstreifen darf in Deutschland, Österreich und der Schweiz auf keinen Fall befahren werden, außer er ist ausdrücklich durch entsprechende Beschilderung freigegeben. So wird zwischen den permanenten und den temporären Standstreifen unterschieden. Der temporäre Standstreifen kann über entsprechende Lichtzeichen oder über Verkehrszeichen bei Bedarf, in der Regel bei hohem Verkehrsaufkommen, für den Verkehr freigegeben werden. Durch diese Maßnahme soll erreicht werden, dass sich der Verkehrsfluss eines überlasteten Streckenabschnittes verbessert. Dabei überwachen Kamerasysteme den Verkehrsfluss und die Verkehrslage. Solche Einrichtungen gibt es beispielsweise auf der A 99 in Deutschland oder auf Abschnitten der A1 am Genfersee in der Schweiz. In der Schweiz sind Stand Ende 2020 unter der Bezeichnung Pannenstreifenumnutzung (PUN) mehrere Projekte in der Realisierungs- und Planungsphase.
In Deutschland erfolgt die Freigabe des Seitenstreifens nur, wenn alle Voraussetzungen erfüllt sind:
1. wenn die Autobahn überdurchschnittlich stark belastet ist und Stau oder Staugefahr besteht
2. der Standstreifen vor- und während der Freigabe auf Hindernisse kontrolliert und überwacht wird (Videoüberwachung),
3. die zulässige Höchstgeschwindigkeit muss für alle Fahrstreifen auf 120 km/h beschränkt sein, gegebenenfalls kann ein Überholverbot für Lkw angezeigt werden.

Das Unfallrisiko auf Autobahnen ohne Standstreifen ist um bis zu 30 % höher. Ist kein Seitenstreifen vorhanden, müssen in Deutschland in regelmäßigen Abständen Nothaltebuchten eingerichtet werden, um die Gefahr eines Auffahrunfalls bei Pannen zu vermindern. Bei Bildung einer Rettungsgasse dürfen Seitenstreifen nur in Österreich benutzt werden.
Der Seitenstreifen übernimmt in Deutschland außerhalb von Autobahnen und Kraftfahrstraßen die Funktion als Parkstreifen. In diesem Fall können Kraftfahrzeuge neben der Fahrbahn dauerhaft abgestellt werden. Je nach Art der Fahrzeugaufstellung ist der Parkstreifen unterschiedlich breit zu dimensionieren.
Per StVO-Novelle wurde am 14. Juni 2018 im Nationalrat Österreichs erstmals grundsätzlich die temporäre Nutzung des Pannenstreifens – per Verordnung in Einzelfällen – ermöglicht. Ziel ist die Leistungsfähigkeit auf hochbelasteten Autobahnabschnitten während der Spitzenzeiten zu erhöhen. Erster Anwendungsfall mit Wirksamkeit ab Mitte Juli 2018 ist die Ostautobahn A 4 zwischen Simmeringer Haide und dem Knoten Schwechat.

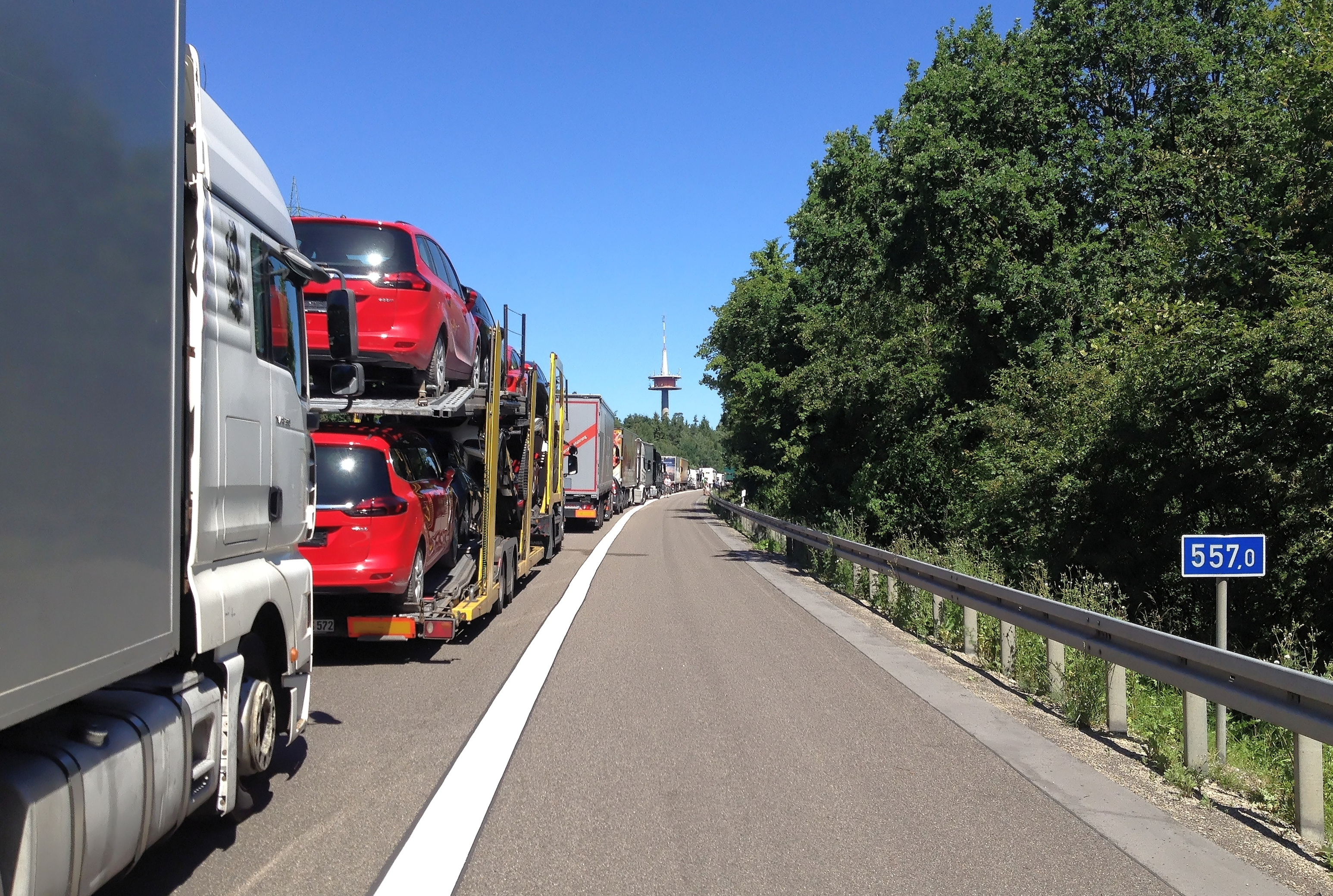
Standstreifen auf der A 7 nahe Fulda während eines Verkehrsstaus
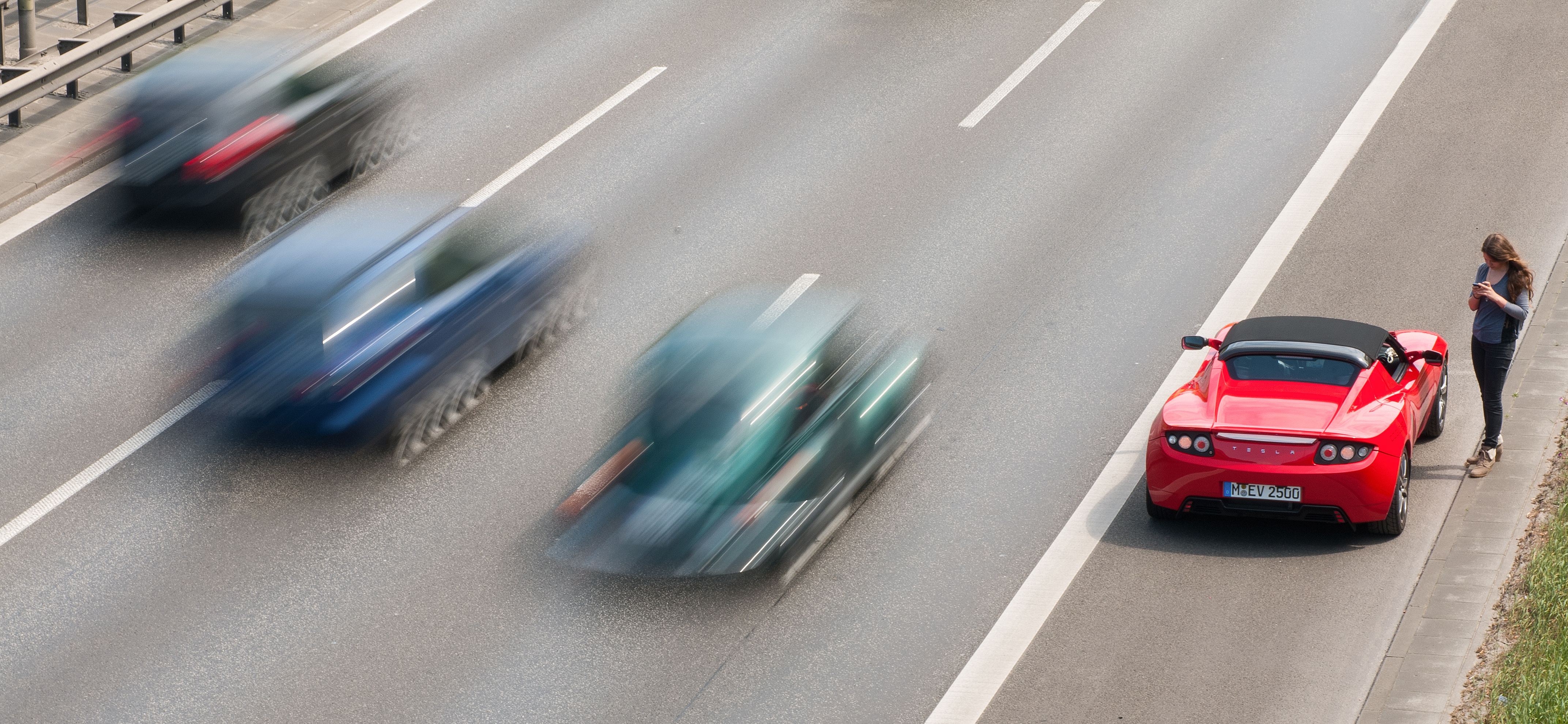
Der Standstreifen auf Autobahnen ist nicht sicher
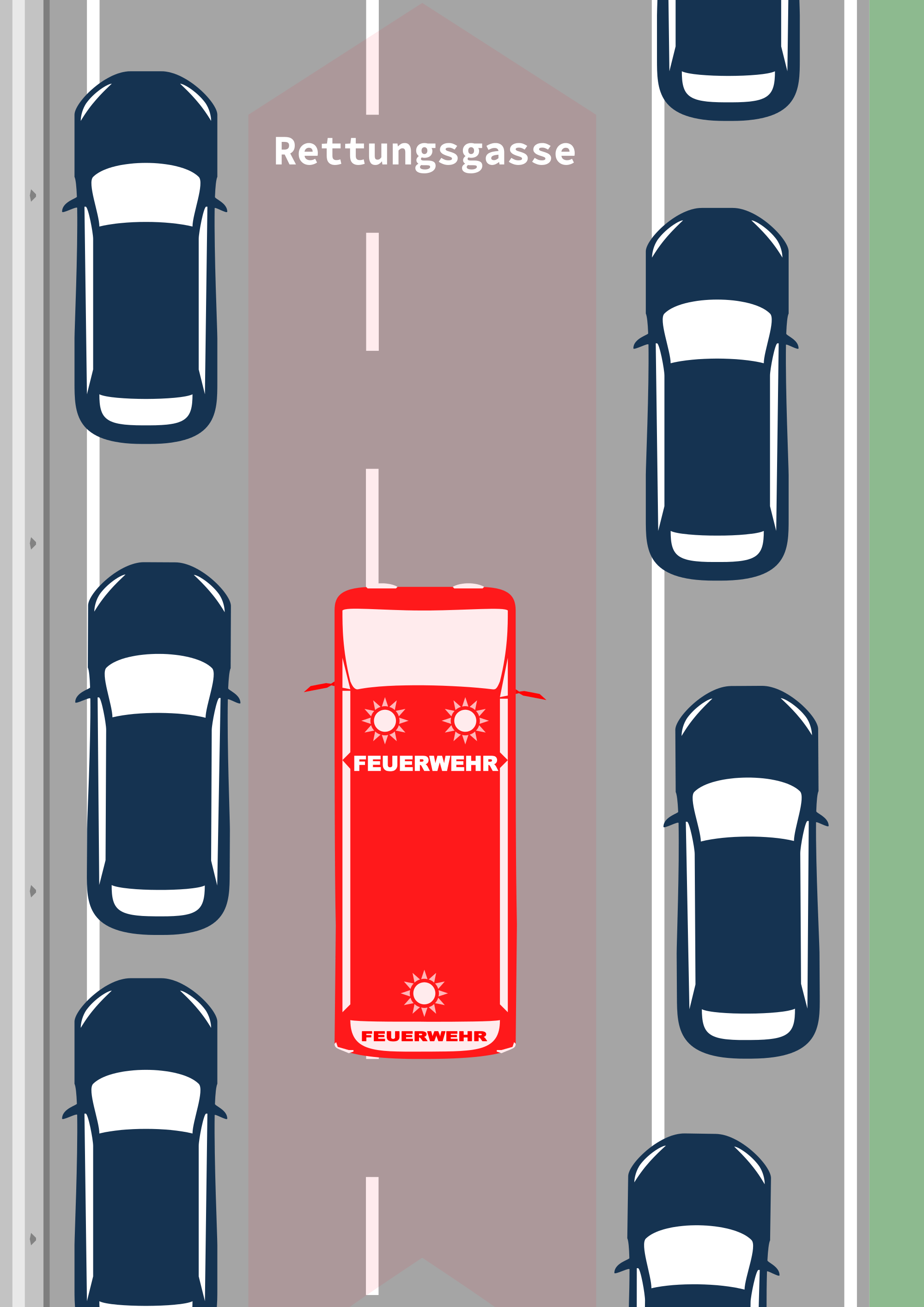
Bildung einer Rettungsgasse bei zwei Fahrstreifen unter Verwendung des Standstreifens in Österreich
Zeichen 223.1 ordnet die Benutzung des Seitenstreifens wie einen rechten Fahrstreifen an.

### Bankett

Bankett

Das Bankett (oder die Bankette) befindet sich am äußeren Rand der Straßenkrone und schließt an den Randstreifen oder, falls vorhanden, an den Seitenstreifen an. Im Unterschied zum Sommerweg sind Bankette meistens auf beiden Seiten der befestigten Fahrbahn angeordnet. Das Bankett dient als unbefestigter Seitenstreifen und kann Einrichtungen der Straßenausstattung (beispielsweise Verkehrsbeschilderung oder Schutzplanken) aufnehmen. Zudem gibt es der befestigten Fahrbahn zusätzlichen Halt und lässt einen Teil des Oberflächenwassers versickern. Für den Fahrzeugführer grenzt das Bankett durch seinen Farb- und Materialkontrast die Fahrbahn klar ab und erleichtert so die Orientierung im Verkehrsraum. Innerorts sind mit Ausnahme von anbaufreien Stadtstraßen keine Bankette angeordnet, da dort in der Regel ein Gehweg an den Randstreifen anschließt.
Die Regelbreite des Banketts beträgt 1,5 m, diese Abmessung kann jedoch aufgrund von Besonderheiten (schmale Fahrbahn oder Lage im Einschnitt) geändert werden. Als Befestigung dient beispielsweise eine leichte Kies- oder Schottertragschicht, auf der Oberboden aufgetragen wird. Ein zu starker Oberbodenauftrag hat eine üppige Vegetation zur Folge, wodurch sich der Pflegeaufwand erheblich vergrößert. Mittlerweile wird dazu übergegangen, einen mageren Schotterrasen auszubilden, der noch dazu ausreichend standfest ist.
Auf dem Bankett kann ein Kraftfahrzeug abgestellt werden (beispielsweise im Fall einer Panne), ohne dass der fließende Verkehr wesentlich beeinflusst wird. Fußgänger, die sich auf dem Bankett aufhalten, um etwa eine Notrufsäule zu erreichen, sind nicht gezwungen, auf dem Randstreifen zu gehen.

### Gehweg und Radweg

Gehweg innerorts

Neben der Fahrbahn kann eine Straße noch andere Verkehrsflächen umfassen. Innerorts sind bei ausreichender Breite Gehwege üblich, die oft durch einen Bordstein von der Fahrbahn abgegrenzt sind (meist 12 cm hoch, teilweise nur 3 cm hoch). An Straßen mit unebenem Fahrbahnbelag, wie z. B. Kopfsteinpflaster, heute auch oft bei stark oder schnell von Kraftfahrzeugen befahrenen Fahrbahnen, wurden nicht selten bauliche Radwege angelegt. Außerorts liegen an Straßen mit starkem Autoverkehr oft gemeinsame Geh- und Radwege. Innerorts führen gemeinsame Geh- und Radwege dazu, dass zugunsten einer Beschleunigung des Autoverkehrs Konflikte zwischen Fuß- und Radverkehr geschaffen werden. Die erforderliche Breite des Geh- oder Radweges richtet sich nach der Menge von Fußgängern und Radfahrern. Innerorts kann die Geometrie auch von den vorhandenen Platzverhältnissen oder städtebaulichen Gestaltungsmaßnahmen beeinflusst sein.
Außerorts ist die Fahrbahn vom Geh- oder Radweg üblicherweise statt durch einen Bordstein durch einen von Vegetation bewachsenen Seitentrennstreifen abgegrenzt. Innerorts wird oft zwischen Radweg und Fahrbahnkante, aber auch zwischen Radweg und Längsparkständen ein Sicherheitstrennstreifen angelegt, in der Regel mit anderem Belag als der Radweg, teilweise nur durch einen Schmalstrich markiert. Dieser Trennstreifen ist in Deutschland durch die Empfehlungen für Radverkehrsanlagen als Stand der Technik bei Neu- und Umbauten verbindlich, um Unfälle mit Beifahrertüren zu vermeiden.

### Böschung

Dammböschung

Ergibt sich zwischen Bankett und dem Gelände ein Höhenunterschied, so wird am Rand des Straßenquerschnittes eine Böschung ausgebildet. Liegt das Bankett unterhalb des Geländes ist es eine Einschnittsböschung, liegt das Bankett oberhalb des Geländes ist die Bezeichnung Dammböschung. Ein Anschnitt liegt vor, wenn der Straßenkörper bergseitig ins Gelände einschneidet und talseitig aufgeschüttet ist. Die Neigung der Böschung muss erdstatischen Anforderungen genügen, die Regelneigung beträgt 1:1,5 für Böschungshöhen größer 2,0 m. Ist die Böschungshöhe kleiner als 2,0 m, so ist die Böschung mit einer Breite von 3,0 m auszubilden.
Von der Regelneigung kann abgewichen werden, wenn besondere Anforderungen an die Böschung gestellt werden. Das kann beispielsweise das Einpassen in die Landschaft, aus Gründen des Immissionsschutzes oder zur Vermeidung von Schneeverwehungen geschehen. Am Schnittpunkt zwischen Böschung und Geländeverlauf wird der Knick ausgerundet.
Bei hohen Böschungen kann die Anlage von Bermen (Absätzen) zur Verbesserung der Standfestigkeit und zur
Erleichterung der Unterhaltung zweckmäßig oder aus Sicherheitsgründen erforderlich sein. Entwässerungsmulden, die gegebenenfalls für die Straßenentwässerung notwendig sind, werden am Böschungsfuß angeordnet. Bei der Bepflanzung der Böschung ist darauf zu achten, dass der Pflegeaufwand nicht zu stark ansteigt und das Lichtraumprofil dauerhaft frei bleibt. Dies kann durch einen ausreichenden Straßenabstand des Bewuchses von der Fahrbahn erzielt werden.

## Anforderungen
Der Querschnitt einer Straße soll aus verkehrsplanerischer Sicht so gewählt sein, dass die anstehende Verkehrsbelastung sicher und zuverlässig abgewickelt werden kann und eine ausreichende Verkehrsqualität gewährleistet ist. Dabei sind die Belange der Wirtschaftlichkeit (Bau- und Unterhaltungskosten) und des Umweltschutzes sowie Betroffenheiten der Anwohner (Lärmschutz, Immissionsschutz) zu beachten. Aus städtebaulicher Sicht dient der Straßenquerschnitt als Aufenthaltsbereich und muss entsprechende Anforderungen erfüllen.

## Querneigung

Querneigungsformen: Einseitneigung (oben) und Dachformneigung (unten)

Bei der Betrachtung des Straßenquerschnittes ist neben den einzelnen Bestandteilen die Querneigung von Fahrbahn sowie Geh- und Radwege erkennbar. Es wird dabei zwischen den beiden Querneigungsformen Einseitneigung und Dachformneigung unterschieden. Die Querneigung der Fahrbahn dient zur Straßenentwässerung und ergibt zusammen mit der Längsneigung (falls vorhanden) die Schrägneigung der Straße. Fehlende Querneigung erzeugt Wasserflächen auf der Fahrbahn, welche die Aquaplaning-Gefahr erhöhen oder zur Glatteisbildung beitragen können. Zweistreifige Außerortsstraßen werden mit einer Einseitsneigung ausgestattet, wogegen im innerstädtischen Bereich in der Regel das Dachprofil anzutreffen ist. Mindestquerneigung ist 2,5 %, dieser Wert kann bei unebenen Fahrbahnbelägen (Pflasterbelag) erhöht werden. In Verkehrsberuhigten Bereichen ist häufig eine weitere Profilform zu finden, bei der beide Hälften der asphaltierten Fläche zur Mitte hin geneigt sind und dort eine Abflussrinne verläuft.

## Straßenkörper
Der Straßenkörper als Ganzes betrachtet besteht nicht nur aus einzelnen Querschnittselementen, sondern gliedert sich in seinem Aufbau in verschiedene Schichten. Grundsätzlich ist dabei zwischen den Begriffen Untergrund, Unterbau und Oberbau zu unterscheiden.

### Oberbau

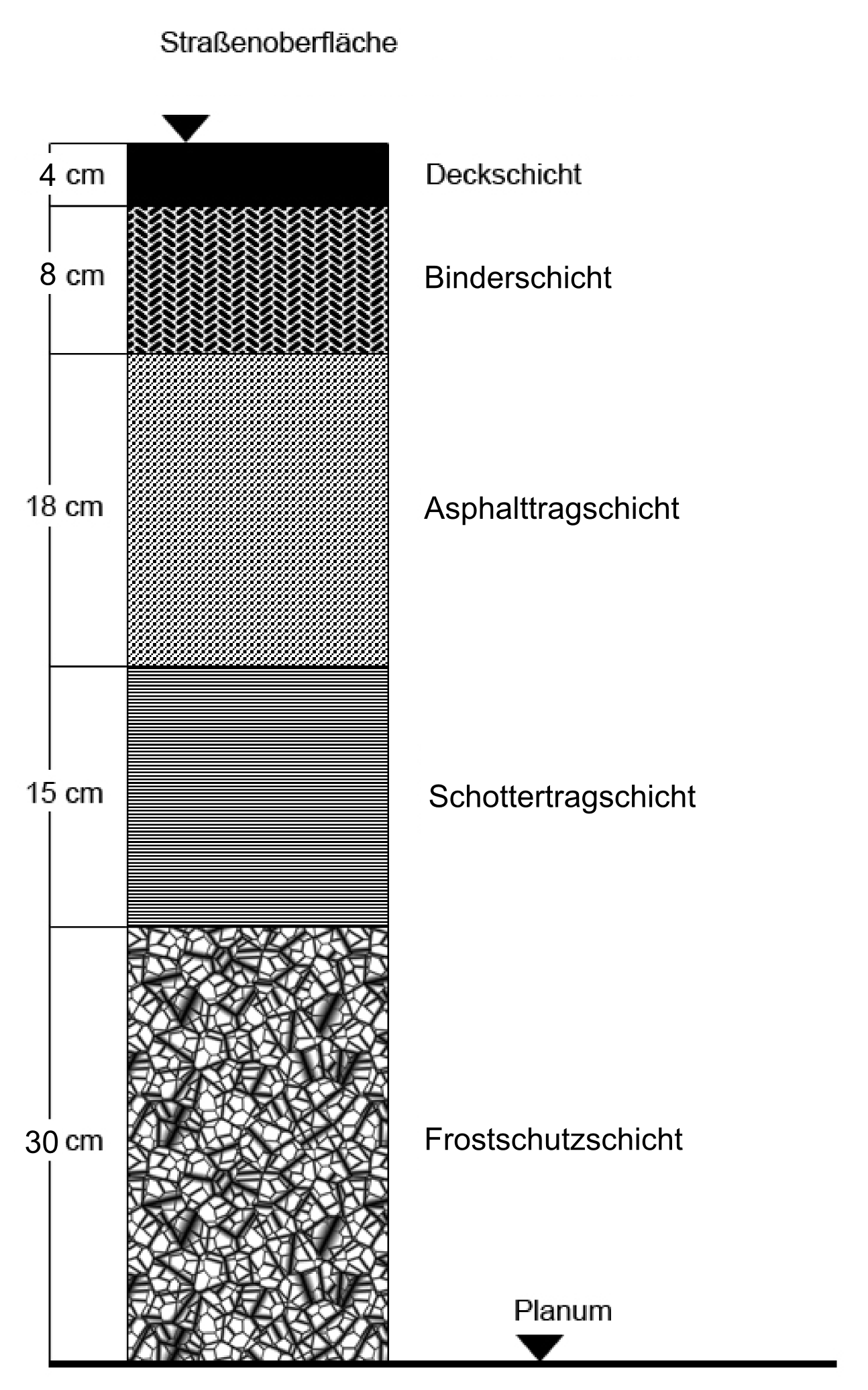
Abbildung der einzelnen Schichten im Oberbau einer stark belasteten Straße (Belastungsklasse Bk 100 nach RStO)

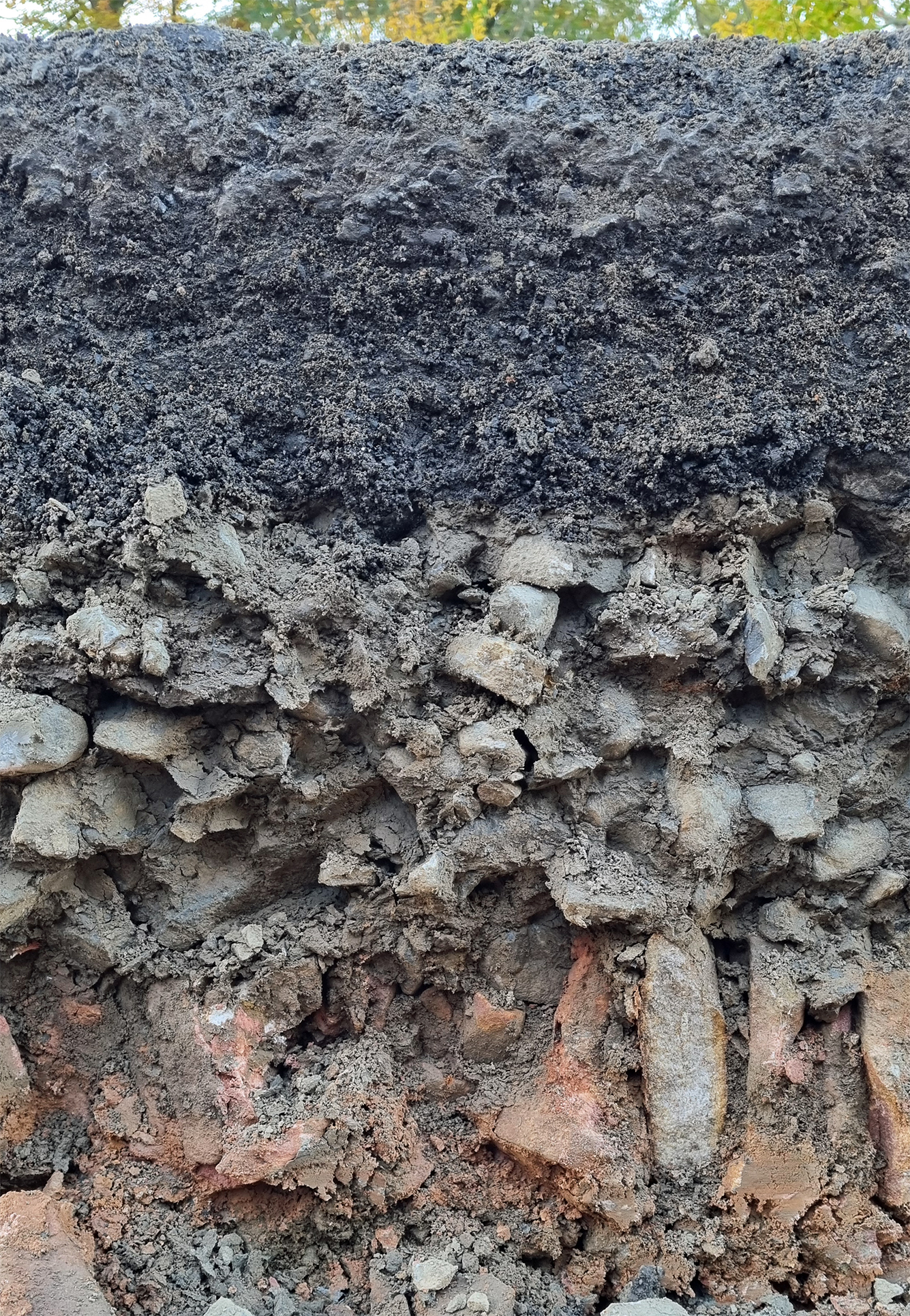
Die Schichten der B 496 bei Bonaforth (2024)
Von unten nach oben: Unterbau, Schottertragschicht, Asphalttragschicht, Binderschicht, Deckschicht

Der Oberbau umfasst alle Schichten, die zur Sicherstellung der Tragfähigkeit der Verkehrsfläche baulich erforderlich sind. Normalerweise ist vom Oberbau nur die Deckschicht (Asphalt, Beton, Pflaster, Platten) zu sehen. Der gesamte Oberbau besteht aus diversen Schichten verschiedener Materialien. Der Oberbau einer Fahrbahn hat im Regelfall eine Gesamtdicke von 40 cm bis 90 cm. Für Geh- und Radwege beträgt die Gesamtdicke in der Regel 20 cm bis 40 cm. Die Abfolge und Dicke der einzelnen Schichten des Oberbaus ist in Deutschland durch die Richtlinien für die Standardisierung des Oberbaus von Verkehrsflächen (RStO 12) oder durch Vorgaben der örtlichen Tiefbauämter geregelt. In der Schweiz wird der Aufbau durch diverse SN bzw. den VSS (Schweizerischer Verband der Strassen- und Verkehrsfachleute), sowie kantonale oder lokale Bestimmungen vorgegeben. In Österreich wird der Aufbau in den Richtlinien und Vorschriften für das Straßenwesen (u. a. RVS 03.08.63) der Forschungsgesellschaft Straße – Schiene – Verkehr (FSV) bestimmt.

### Unterbau
Als Unterbau wird der künstlich erstellte und mit dem Planum abschließende Erdkörper unterhalb des Oberbaus bezeichnet. Ein Unterbau ist dann erforderlich, wenn etwa die Höhenlage durch Dammschüttungen geändert oder ein unzureichend tragfähiger Untergrund ausgetauscht wurde. Für den Unterbau gelten die gleichen Anforderungen an die Tragfähigkeit wie für den Untergrund.

### Untergrund
Der Untergrund ist der unterhalb des Oberbaus oder des Unterbaus anstehende Boden oder Fels. An den Untergrund gibt es im Straßenbau bestimmte Anforderungen bezüglich der Tragfähigkeit. Normalerweise sollte ein Verformungsmodul (Ev2-Wert) von mindestens 45 MN/m² erreicht werden. Wird dieser Wert nicht erreicht, kann durch Bodenaustausch, Bodenverfestigung oder das Verlegen von Geogittern, Geozellen und Vliesen die Tragfähigkeit verbessert werden.

## Normen und Standards
Deutschland
- Richtlinien für die Anlage von Autobahnen (RAA)
- Richtlinien für die Anlage von Landstraßen (RAL)
- Richtlinien für die Anlage von Stadtstraßen (RASt)
- Empfehlungen für Radverkehrsanlagen (ERA)
- Empfehlungen für Fußgängerverkehrsanlagen (EFA)

Österreich
- Richtlinien und Vorschriften für das Straßenwesen (RVS)

## Alternative Verkehrslösungen
Einige alternative Konzepte treten der durch die oben dargestellte Einrichtung separierter, genormter Verkehrswege (Verkehrstrennung) erzielte Barrierewirkung der Straße und optischen Ortsbild-Beeinträchtigung entgegen, beispielsweise das EU-weit in Erprobung befindliche Shared Space.